# Tendu
Tendu är en kommun i departementet Indre i regionen Centre-Val de Loire i de centrala delarna av Frankrike. Kommunen ligger i kantonen Argenton-sur-Creuse som tillhör arrondissementet Châteauroux. År 2022 hade Tendu 654 invånare.

## Befolkningsutveckling
Antalet invånare i kommunen Tendu
Referens:INSEE